# 庫樓七
库楼七(γ Cen / 半人马座γ)是半人马座的一颗恒星，俗名Muhlifain，注意不要把该名称与大犬座γ的俗称Muliphein混淆；二者均派生于同一个阿拉伯词根محلفين muħlifayn。
库楼七是一颗双星，距离地球约130光年，由两颗光谱型均为A0，视亮度为+2.9的恒星组成。要区分此双星系统，望远镜的口径至少要大于15cm。他们的绕行周期为83年。
| 年份 | 角距离 | 方位角 |
| ---- | ------ | ------ |
| 1990 | 1.4″   | 353°   |
| 2000 | 1.0″   | 347°   |
| 2005 | 0.7″   | 341°   |
| 2010 | 0.4″   | 324°   |